# Louis de La Tour du Pin de Montauban
Louis de La Tour du Pin de Montauban, dit aussi Louis Pyrrhus, né en 1679 à Allex et mort le 12 septembre 1737 à Carqueiranne (diocèse de Toulon), est un prélat catholique français.

## Biographie

### Origines
Louis Pyrrhus est le cinquième enfant d'Alexandre de La Tour du Pin (1625-1676), marquis de La Chaux, et de Lucrèce du Puy-Montbrun-Villefranche (morte en 1697 à Genève). Il est le frère cadet de Charles I Louis Antoine René de La Tour du Pin, marquis de Lachau, seigneur d'Allex, d'Aiguebonne, de Montfroc, de Curel.
Il est l'oncle de François de La Tour du Pin Montauban, évêque de Riez, et le grand-oncle de Louis Apollinaire de La Tour du Pin Montauban, archevêque de Troyes.

### Carrière religieuse
Docteur en théologie, il est reçu chanoine-comte, au sein du Chapitre de Saint-Jean de Lyon, en 1696 (selon Vachet, 1897) ou 1698 (Jullien de Courcelles, 1820).
Il est ordonné prêtre en 1700 et devient en 1708 vicaire général de l'évêque d'Apt. Abbé de l'abbaye de Saint-Guilhem-le-Désert en 1698 et, en 1723, de l'abbaye d'Aniane.
Il fut nommé évêque de Toulon le 15 août 1712 et sacré à Lisieux. Une de ses lettres, datée du 3 février 1714, relate un procès l'opposant au curé d'Ollioules.
Ce fut un administrateur zélé qui se comporta de façon remarquable, prodiguant avec le plus grand dévouement, soins et réconforts aux malades pendant la peste qui sévit dans cette ville en 1720-1721, au péril de sa vie. 
Grand ami de François-Xavier de Belsunce de Castelmoron et partisan des jésuites, il prend énergiquement position en faveur de la Bulle Unigenitus, promulguée en 1713 par le pape Clément XI, et fait l'objet de violentes attaques du parti favorable au jansénistes. Il meurt le jeudi 12 septembre 1737, au château de Carqueiranne.

### Écrits
- 1714 : Lettre en date du 3 février concernant un procès l'opposant au curé d'Ollioules.
- 1714 : Mandement…pour la publication de la constitution en forme de bulle de N.S.P. le pape Clément XI portant condamnation d'un livre intitulé Le Nouveau Testament en françois, avec des réflexions morales sur chaque verset.
- 1715 : Mandement…portant qu'il sera fait des prières publiques pour le repos de l'âme de Mgr le dauphin.
- 1715  : Mandement…portant condamnation du livre intitulé : Les Hexaples  ou les Six Colonnes sur la constitution… et du livre intitulé : Du Témoignage de la vérité dans l'Église…Avec la publication des censures des mêmes livres faites par l'Assemblée générale du clergé…tenue à Paris en 1715.
- 1716 : Déclaration de l'illustrissime et révérendissime évêque de Toulon (14 mars 1716); Réflexions sur la précédente déclaration
- 1716 : Libelle intitulé Letre d'un evesque à un evesque, & autres imprimez du 11 may 1716. Arrêt du Parlement portant suppression de ce libelle. A Paris chez la veuve de François Muguet, premier imprimeur du roy et Louis Denis de la Tour, libraire rue de la Harpe au Trois Rois[7]
- 1716 : Mandement de Monseigneur l'illustrissime et Révérendissime évesque  de Toulon portant condemnation du livre intitulé,  Du témoignage de la vérité dans l'Église, Toulon, chez la veuve de Pierre Louis Maillard, imprimeur du roi, de l'évêque & de la ville & marchand libraire à la Place Saint-Pierre.
- 1731 : Mémoire des faits qui se sont passés sous les yeux de l'Evêque de Toulon, lors de l'origine de l'Affaire du Père Girard, Jésuite & de la Cadière

### Lettres reçues
- 1720, Lettre de l'Évêque de Marseille: Monseigneur Henri François-Xavier de Belsunce de Castelmoron à celui de Toulon sur la peste, datée du 22 octobre 1720, (pièce imprimée) Fol.100, Calames.